# Lambaro Neujid
Lambaro Neujid is een bestuurslaag in het regentschap Aceh Besar van de provincie Atjeh, Indonesië. Lambaro Neujid telt 806 inwoners (volkstelling 2010).